# Gerard Peerbolte
Jan Gerardus Carolus Pieter (Gerard) Peerbolte (Zaltbommel, 8 september 1859 – aldaar, 9 mei 1939) was een Nederlands organist en beiaardier.
Hij was zoon van zaakwaarnemer Lammert Peerbolte en modiste Martijntje Jacoba Agneta Lietaert. Hijzelf trouwde in 1912 met Cornelia Jansie (1877-1947), de Arnhemse was hoofd van de bewaarschool in Zaltbommel.
Hij was niet voorbestemd om musicus te worden. Zijn vader, kassier, wilde dat zijn zoon een kantoorfunctie nastreefde maar het liep anders. Diezelfde vader zorgde er per ongeluk voor dat zijn zoon toch organist werd. Op de eerste dag van zoons werkzaamheden wees vader hem op een fout; de zoon liep weg en ging achter de piano zitten. Er volgden privélessen bij Carolus Antonius Leenhoff, organist van de Sint-Maartenskerk en beiaardier van het Gasthuis. Ondertussen probeerde hij onderwijzer te worden, deed een scholing daartoe, maar in plaats van naar het examen toe te gaan in Arnhem vertrok hij naar Den Haag, naar de Haagse Muziekschool waarop Willem Nicolaï les gaf en waarover Peerbolte goede verhalen over had gehoord van Leenhoff. Andere docenten waren Carel Wirtz en Antonie Jacobus Ackerman. In 1878, wanneer Leenhoff overlijdt, er een vacature ontstaat, solliciteert Peerbolte begeleid door goede referenties van Nicolaï. Hij werd aangenomen, eerst als tijdelijk beiaardier, maar vervolgens ook als tijdelijk organist. Hij werd tevens muziekonderwijzer in Zaltbommel. Hij moest alleen zijn onderwijzersdiploma nog halen, hetgeen in 1884 het geval was; de twee muziekfuncties werden definitief. 
Hij zou van dan af aan tot 1932 van grote invloed zijn op het muziekleven in Zaltbommel. Hij was er niet allee organist, beiaardier en muziekonderwijzer, hij was oprichter-dirigent van het harmonieorkest Generaal Karel van der Heijden en oprichter-directeur van de plaatselijke muziekschool en koordirigent. Tevens adviseerde hij in en buiten de streek bij de plaatsing en restauratie van nieuwe orgels en klokkenspelen. Hij stond bekend als een in zichzelf gekeerd man, die het "gewone volk" enige muziekcultuur wilde bijbrengen. Zijn afscheid als musicus kwam in september 1932, waarbij niet alleen de burgemeester Nicolaas Frederik Cambier van Nooten aanwezig was, maar ook Gerards broer Lambertus Lietaert Peerbolte (1870-1937), directeur-generaal van afdeling "Volksgezondheid en Armwezen" van het ministerie van Binnenlandse Zaken. Op zijn 75e verjaardag werd hij benoemd tot ridder in de Orde van Oranje-Nassau.
Bijzonder aan hem is dat hij niet werd begraven, maar gecremeerd en wel op Westerveld in Noord-Holland. Op 25 november vernoemde de gemeente Zaltbommel de Peerboltestraat naar hem. Ook Maastricht kent een Peerboltestraat, maar die is vernoemd naar broer Lambertus.